# Григорий X (папа)
Блажений Папа Григорий X (на латински: Gregorius.PP.X), роден Тебладо Висконти (на италиански: Tebaldo Visconti) е италиански благородник.
Избран е за 184-тия папа от конклава от 1268 – 1271 г. – най-дългия в историята на Католическата църква.На 16 юли 1274 г. по време на Втория лионски събор той публикува апостолическата коституция Ubi periculum,  която съдържа точни правила за избора на следващ  папа. Тя стои в основата на съвременния процес . Въпреки това апостолическата конституция не влиза в сила веднага-папа  Бонифаций VIII обявява Ubi periculum за легитимен  начин за избор на нов папа като я включва в каноните на католическата църква.
Обявен е за блажен.